# Leptochela
Leptochela is een geslacht van kreeftachtigen uit de klasse van de Malacostraca (hogere kreeftachtigen).

## Soorten
- Leptochela (Leptochela) aculeocaudata Paul'son, 1875
- Leptochela (Leptochela) bermudensis Gurney, 1939
- Leptochela (Leptochela) chacei Hayashi, 1995
- Leptochela (Leptochela) crosnieri Hayashi, 1995
- Leptochela (Leptochela) gracilis Stimpson, 1860
- Leptochela (Leptochela) hawaiiensis Chace, 1976
- Leptochela (Leptochela) irrobusta Chace, 1976
- Leptochela (Leptochela) japonica Hayashi & Miyake, 1969
- Leptochela (Leptochela) papulata Chace, 1976
- Leptochela (Leptochela) pugnax de Man, 1916
- Leptochela (Leptochela) robusta Stimpson, 1860
- Leptochela (Leptochela) serratorbita Spence Bate, 1888
- Leptochela (Leptochela) sydniensis Dakin & Colefax, 1940
- Leptochela (Proboloura) carinata Ortmann, 1893
- Leptochela (Proboloura) soelae Hanamura, 1987